# آنسگیزل
آنسگیزل (همچنین آنسگیسه، آنسگوس، یا آنخیسس) (حدود ۶۰۲ یا ۶۱۰ – قتل پیش از ۶۷۹ یا ۶۶۲) پسر جوانتر آرنولف، اسقف مس بود. او به پادشاه زیگبرت سوم اوسترازیا (۶۳۴–۶۵۶) به‌عناوین دوک (دوکس لاتین، یک رهبر نظامی) و دومستیکوس خدمت نمود. وی چندی پیش از سال ۶۷۹ توسط دشمن خود گوندوین در یک درگیری به‌قتل رسید. به‌واسطهٔ پسرش پپن، نوادگان آنسگیزل در نهایت پادشاهان امپراتوری فرانک می‌شوند و بر امپراتوری کارولنژی حکم می‌رانند.

## ازدواج و فرزندان
او با بگا، دختر پپن مهتر، چندی پس از ۶۳۹ ازدواج نمود. آنها صاحب فرزندان زیر شدند:
- پپن دوم (۶۳۵ یا ۶۴۰ – ۶ دسامبر ۷۱۴)، که بعدها شهردار کاخ اوسترازیا می‌شود
- مارتین ارستال
- کلوتیلدای ارستال (۶۵۰–۶۹۹)، با پادشاه تئودریک سوم نوستریا ازدواج نمود